# Alice Martineau
 (janvier 2023).
Si vous disposez d'ouvrages ou d'articles de référence ou si vous connaissez des sites web de qualité traitant du thème abordé ici, merci de compléter l'article en donnant les références utiles à sa vérifiabilité et en les liant à la section « Notes et références ».
Pour les articles homonymes, voir Martineau.
Alice Katherine Martineau, née le 8 juin 1972 et décédée le 6 mars 2003, est une chanteuse et auteur de chansons britannique.

## Biographie
Alice Martineau était atteinte de la mucoviscidose, une maladie génétique incurable, ce qui ne l'a pas empêchée de pratiquer très jeune le chant et la musique (flûte, piano).
Déjà malade, elle signa chez Sony, et sortit son premier single en 2002, en même temps que son premier album.
Elle décéda en 2003, trois mois après la sortie de ses disques, après avoir attendu en vain un an et demi une triple transplantation cœur-poumons-foie. La BBC réalisa un reportage sur elle, The Nine Lives of Alice Martineau diffusé peu après son décès.

## Discographie

### Album
- Daydreams (18 novembre 2002)

### Singles
- If I Fall (11 novembre 2002)
- The Right Time (annulé, devait sortir le 10 février 2003)